# San Pablo Atlazalpan
San Pablo Atlazalpan, eller bara Atlazalpan, är en mindre stad i Mexiko, tillhörande kommunen Chalco i delstaten Mexiko. San Pablo Atlazalpan ligger i den centrala delen av landet och tillhör Mexico Citys storstadsområde. Staden hade 11 126 invånare vid folkräkningen 2010.